# Geza Filo
Geza Filo, slovenski evangeličanski duhovnik, * 5. januar 1959, Ivanovci.
Med 2013 in 2019 je deloval kot škof evangeličanske cerkve na Slovenskem.
Rodil se je na goričkem delu Prekmurja. Gimnazijo je obiskoval v Murski Soboti. Teologijo je študiral na takratnem Češkoslovaškem, v Bratislavi (danes Slovaška). Bil je najprej kaplan v soboški luteranski cerkvi. 1985 je prevzel kaplansko službo v luteranski cerkvi Primoža Trubarja v Ljubljani, kjer je bil pozneje izvoljen za rednega duhovnika.
2013 je bil izvoljen za škofa slovenske evangeličanske cerkve. Pri tej funkciji je zamenjal Gezo Ernišo. 2019 se je odpovedal škofostvu in ga prepustil novemu izvoljenemu škofu Leonu Novaku.